# Bob Weinstein
Robert (Bob) Weinstein (Flushing (Queens), 18 oktober 1954) is een Amerikaanse filmproducent en studiobaas. Hij is samen met zijn broer Harvey Weinstein bekend als de oprichter van Miramax en The Weinstein Company.

## Biografie
Bob Weinstein werd in 1954 geboren in Flushing (Queens) in New York als de zoon van Miriam Postal en Max Weinstein, een diamantslijper. Hij groeide op in een joodse familie. Hij heeft een broer, Harvey, die twee jaar ouder is. Het gezin woonde in zijn jeugdjaren in een sociale woning in Electchester (New York).
Gedurende de jaren 1970 organiseerde hij samen met zijn broer rockconcerten in Buffalo. Met de winst die ze maakten, richtten ze eind jaren 1970 het productiebedrijf Miramax op, wat een verwijzing was naar de namen van hun ouders (Miriam en Max). Aanvankelijk bracht het bedrijf vooral concert- en muziekfilms uit.
In de jaren 1980 begonnen de broers Weinstein ook steeds meer in onafhankelijke films te investeren. Met het maken en/of distribueren van films als Sex, Lies, and Videotape (1989), Reservoir Dogs (1992), Clerks. (1994) en Pulp Fiction (1994) groeide Miramax uit tot een van de succesvolste productiebedrijven in Hollywood. Als een gevolg van hun successen werd de studio in 1993 voor 80 miljoen dollar overgenomen door Walt Disney Studios. De broers bleven tot 2005 aan het hoofd van het bedrijf, waarna ze met The Weinstein Company een nieuw productiebedrijf oprichtten. Bob Weinstein focust zich binnen het bedrijf vooral op de productie van commerciële actie- en horrorfilms. Begin oktober 2017 kwam zijn broer Harvey in opspraak door een artikel van The New York Times, waarin de filmproducent door verschillende vrouwen beschuldigd werd van seksuele intimidatie en ongewenste intimiteiten en een lange geschiedenis van seksueel grensoverschrijdend gedrag geschetst werd. In de nasleep van de ophefmakende publicatie werd Harvey ontslagen als studiobaas. Bob nam nadien zijn rol als studiobaas over.

## Filmografie (selectie)

### Als producent
- Reindeer Games (2000)
- Bad Santa (2003)

### Als uitvoerend producent
| - True Romance (1993) - Pulp Fiction (1994) - The English Patient (1996) - Scream (1996) - Jackie Brown (1997) - Good Will Hunting (1997) - Scream 2 (1997) - Shakespeare in Love (1998) - Scream 3 (2000) - Scary Movie (2000) - The Lord of the Rings: The Fellowship of the Ring (2001) - Spy Kids (2001) |  | - Jay and Silent Bob Strike Back (2001) - The Lord of the Rings: The Two Towers (2002) - Confessions of a Dangerous Mind (2002) - The Lord of the Rings: The Return of the King (2003) - Kill Bill Vol. 1 & 2 (2003/2004) - Sin City (2005) - Clerks II (2006) - The Reader (2008) - Rambo (2008) - Inglourious Basterds (2009) - The King's Speech (2010) - The Fighter (2010) |  | - Silver Linings Playbook (2012) - Django Unchained (2012) - Big Eyes (2014) - Carol (2015) - The Hateful Eight (2015) |